# Osman Digma
Osman Ali (1836-1926), plus connu sous le nom d'Osman Digma ou Osman Digna (عثمان دقنة) est un successeur du Mahdi au Soudan.

## Biographie
Son père étant d’origine kurde et sa mère de la tribu des Hadendoa de l'ethnie des Bejas, son lieu de naissance demeure inconnu et serait vraisemblablement Suakin. Sous le nom d'Osman Ali, il vendait des esclaves à Alexandrie en Égypte, avant que les Anglais ne le forcent à arrêter son activité. Il prit alors part à la révolte d'Ahmed Urabi. À la suite de la défaite de ce  mouvement à la bataille de Tel el-Kebir (le 13 septembre 1882), il se dédia à la cause du Mahdi.
C'est à partir de cette époque qu'il reçut le nom de Digma en raison de l'épaisseur de sa barbe. Il organisa une armée puissante dans la région de Suakin et infligea une défaite au général Baker à la Première bataille d'El Teb, le 4 février 1884. Cependant, dans la foulée de cette victoire, il fut défait par le général Graham près de Tokar à la bataille de Tamai.
Considéré comme le chef militaire le plus compétent au service du Mahdi, il scella la destinée du général Gordon (Gordon Pacha) qui fut tué à la prise de Khartoum en 1885. Osman Digma défendit le territoire mahdiste nouvellement constitué, notamment contre Alula Engida en 1885. Toutefois, il n'empêcha pas la défaite des mahdistes face à l'Égypte. En décembre 1888, il fut défait par  Francis Grenfell à Suakin, et perdit un bras dans la bataille. En 1899, il participa à la dernière bataille des mahdistes, dont les forces venaient d'être battues un an auparavant à Omdurman par Kitchener (2 septembre 1898). Cette dernière bataille eut lieu à Umm Diwaykarat (24 novembre 1899). Un millier de mahdistes furent fauchés par les mitrailleuses Maxim ou faits prisonniers, contre trois tués du côté anglo-égyptien. Les mahdistes fanatiques étaient définitivement éliminés.
Le 19 janvier 1900, il fut capturé près de Tokar et emprisonné huit ans durant, à Rosette. Après sa libération, il continua à résider en Égypte jusqu'à sa mort en 1926, rencontrant Clemenceau en 1920.